# Oreogenoplia solitaria
Oreogenoplia solitaria är en skalbaggsart som beskrevs av Marc Lacroix 1998. Oreogenoplia solitaria ingår i släktet Oreogenoplia och familjen Melolonthidae. Inga underarter finns listade i Catalogue of Life.